# ليزلي تشارتريس
ليزلي تشارتريس (بالإنجليزية: Leslie Charteris)‏‏ (12 مايو 1907 في سنغافورة - 15 أبريل 1993 في وندزر، بيركشاير"Leslie Charteris - a poem by The Mighty Bull - All Poetry". مؤرشف من الأصل في 2019-12-14.)؛ كاتب سيناريو، وكاتب"Quote Author Name L- / Page 1". مؤرشف من الأصل في 2014-09-05.، وروائي، وكاتب خيال علمي من الولايات المتحدة"Franklin Rosemont, Pat Ellington, 121 Centre bookstore, Ted Joans, Abbie Hoffman, Guy Debord, Situationist International, Rudi Dutschke, Francisco Ferrer, Joaquín Miguel Artal..." مؤرشف من الأصل في 2016-07-01."Leslie Charteris Dies; Mystery Writer Was 85 - The New York Times". مؤرشف من الأصل في 2019-04-12..

## روابط خارجية
- ليزلي تشارتريس على موقع IMDb (الإنجليزية)
- ليزلي تشارتريس على موقع الموسوعة البريطانية (الإنجليزية)
- ليزلي تشارتريس على موقع ألو سيني (الفرنسية)
- ليزلي تشارتريس على موقع ميوزك برينز (الإنجليزية)
- ليزلي تشارتريس على موقع أول موفي (الإنجليزية)
- ليزلي تشارتريس على موقع قاعدة بيانات الأفلام السويدية (السويدية)
- ليزلي تشارتريس على موقع إن إن دي بي (الإنجليزية)
- ليزلي تشارتريس على موقع كينوبويسك (الروسية)